# 朴仁老
朴仁老（1561年—1642年），号芦溪、无何翁，是朝鲜爱国主义诗人，与郑澈和尹善道一起被称为朝鲜“三大国语诗人”，是续郑澈后的朝鲜又一位歌辞大家，两人被誉为朝鲜歌辞双壁。他的作品主要收录于《芦溪集》（共三卷），其中包括8篇歌辞，60首时调和数以百计的汉文诗歌和散文。:601-609:238-239

## 生平
1561年，朴仁老生于庆尚道永川的一个仕宦家庭。他的父亲性格刚直，清廉，曾任承议副尉（正八品），但家境清寒。朴仁老自幼聪明，13岁时作汉文诗《戴胜吟》，有“神童”之誉。他在少年时代不仅学习诗文，还学习骑马射箭等武艺，并从事农业劳动。:601:238
壬辰倭乱期间，朴仁老投笔从戎，屡建战功。武科及第后，他先是出任水门将官职，后在罗浦任万户之职。任职期间，他忠于职守，为官清廉，关心百姓。离任时，士兵们为他立了清德善政碑。之后，他被任命为江左节度使成允文旗下的统舟师，后成为成允文的幕僚，为其出谋划策、制定作战方案。:238
战争结束后，朝鲜党争严重，“尚文鄙武”之风盛行。朴仁老对朝廷感到愤慨和失望，于是辞官回乡，在芦溪隐居。1626年，后金入侵朝鲜。朝鲜朝廷为了安定民心，派一些按察使到地方限制地主豪绅对农民的剥削。朴仁老作歌辞《岭南歌》称颂岭南按察使李谨元在整顿混乱局面，安定人民生活的事迹。1636年，清兵再次入侵，朝鲜被迫签订了丧权辱国的条约。朴仁老愤恨地写下汉诗《述怀》：“报国初心久未成，孤眠长夜恼愁情。梦中驰入辽阳路，射杀单于奏凯声。”1642年，朴仁老去世，时年82岁。:602:238-239

## 文学成就
朴仁老在文学上最突出的成就是歌辞 。《芦溪集》中收录有8篇“芦溪歌辞”：《太平词》、《船上叹》、《沙堤曲》、《陋巷词》、《陶山歌》、《独乐堂》、《岭南歌》、《芦溪歌》。:602:239
《太平词》创作于1598年冬。朴仁老作为成允文的幕僚，前往倭寇在朝鲜的最后一个据点釜山。当时，倭寇已经一败涂地，仓皇逃往本国。《太平词》是朴仁老在釜山停留十几天后，回到本营创作了慰劳将士们的凯歌。《太平词》以自豪之情叙述朝鲜悠久历史、灿烂文化和热爱和平开始，然后转入以愤怒的笔调回忆倭寇入侵的暴行，“岛夷百万，一朝入侵。亿万惊魂，刀锋所逼。平原积尸，可与山齐。雄都巨邑，成豺狼窟。”，接着描写了朝鲜与明朝联军击败入侵者的场面，“猛将如龙，勇士如云。旌旗蔽空，逶迤万里。兵声大振，震撼山岳。御营大将，冲锋陷阵。如风之狂，若雷之迅。清正贼魁，已陷掌中。”最后，描写的是朝鲜人民在胜利后的喜悦，“五色祥云，片片腾空。扬弓举矢，高唱凯歌。人人欢呼，声震云霄。” 和对永久和平的渴望，“亿万斯年，兵戈永息，耕田凿井，击壤而歌”。:602-604:239-240
《船上叹》是另一首以爱国和国防为主题的歌辞。作品开头描述的是朴仁老作为统舟师登船去往釜山的满腔热忱，“身老而多病，今日任舟师。乙巳炎夏日，来镇东营地。病魔虽缠身，安能坐养息？”，以及豪情壮志“腰间插长剑，慷慨登兵船。满怀愤恨意，圆睁怒双眼。遥望对马岛，风卷残云漫。浮云天边积，苍波浩水远。天际与海波，茫茫一色连。”接着，作者抒发了对朝鲜文明遭到倭寇践踏的悲愤之情，“吾东方文物，可比汉唐宋。国运多不幸，海丑逞凶残。未能雪国耻，蒙万世之羞。”然后，作者抒发了为国杀敌的勇气与决心，“我尚存一命，手足亦齐全。对此鼠狗贼，岂能怀畏惧？飞身上战船，率先冲向前。横扫入侵敌，如风卷落叶！”。歌辞的最后是作者对和平的赞美，“战船无所事，渔舟逐水行。春风秋月下，高枕无可忧。圣代太平岁，重温和平年。”:604-605:240-241
《沙堤曲》和《芦溪歌》是两篇山水田园歌辞。《沙堤曲》是作者到访挚友李德馨，在龙津江岸沙堤上的亭子所作。《芦溪歌》是朴仁老76岁时在芦溪所作，表达了作者认为世间名利如浮云，变化无常，即使三公贵族也没有永恒的大自然珍贵的“安贫乐道”理念，“留恋山水，愈老愈烈。三公虽贵，何换江山。此言狂妄，招来讥笑。纵然如此，我心依旧。世间名利，如同浮云。寄情山水，度过此生。无思无虑，性情纯然。春天日长，斜拿钓竿。葛巾布衣，落座钓台。山雨已过，天空晴朗。微风吹来，水面如镜。水底清澈，游鱼可数。鱼儿无忌，不忍垂钓。”:605-606:244
《独乐堂》和《陶山曲》是作者寻访朝鲜名儒李彦迪在庆州玉山故居“独乐堂”和他的继承人李滉在礼安的书院后所作的述怀之作。《岭南歌》是首颂歌。作者在此篇中揭露了壬辰倭乱期间百姓受到地方豪绅的残酷剥削，以及对岭南按察使李谨元政绩的赞扬，表达了作者的忧国忧民之心。《陋巷词》是朴仁老在50岁左右辞官归田后，挚友李德馨写信问候其生活后，他写的回信，是篇描写作者穷苦潦倒生活的现实主义歌辞，“陋巷深处，草棚为屋。风朝雨夕，腐秸当柴。三合粗饭，五合稀粥。烟雾腾腾，弥漫茅屋。锅巴汤水，半冷半热。饥肠辘辘，聊以充腹。”:606-608:242-244

## 评价
李溟曾如是评价朴仁老的诗：“所著诗文歌辞字字句句皆出于忧国之情”:239。
《行状》的作者郑葵阳说他：“胸次爽旷，意思水涌，即大篇文章，把笔便成。叙事讽物，蓄得无限意趣，使人听之不觉手舞足蹈，虽顽夫亦酒如也”:244。